# Anadia marmorata
Anadia marmorata är en ödleart som beskrevs av Gray 1846. Anadia marmorata ingår i släktet Anadia och familjen Gymnophthalmidae. IUCN kategoriserar arten globalt som sårbar. Inga underarter finns listade i Catalogue of Life.

## Bildgalleri

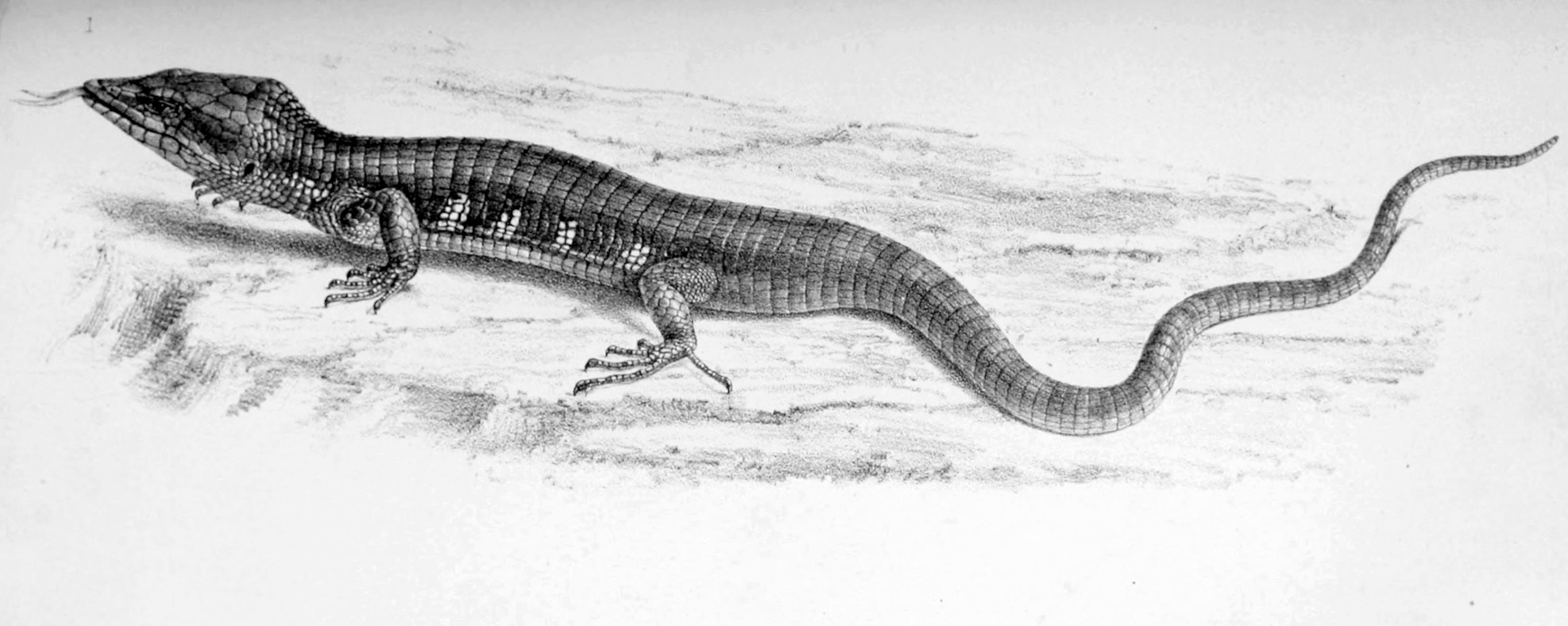